# Küllőd
Küllőd (szerbül Колут / Kolut, németül Kolluth) falu Szerbiában, a Vajdaság Észak-bácskai körzetében, Zombor községben, közel a magyar és a horvát határhoz.

## Fekvése
A 83–99 m-es tengerszint feletti magasságban fekvő települést nyugatról a (nem messze folyó Dunával párhuzamosan futó) Bajai-csatorna kanyarulatai, keletről pedig a Kígyós-ér határolják. Gazdag vízrendszerének köszönhetően a falu határában kiterjedt mocsarak vannak. A településen halad át a Zombort és a Magyarország felé határátkelővel rendelkező Béreget összekötő, 18-as számú főút.

## Története
A település első említése 1261-ből való, előző neve Kollut volt. Nevét az oklevelek Külünd, Kylynd, Bel-Kulud, Kywlewd, Keled alakokban írták.
1305-ben Batand Filius comitis Bulgár de Kulud a szomszédos Battyánban magához váltotta Pathe fiainak részbirtokait.
1364-ben Péterfi Tamás fia János birtokos volt Belkuludon.
1412-ben Garai nádor ítélőlevelében többek között Treutul Miklós birtokaként van említve.
1416-ban Kylywd birtokosa a fehérvári káptalan.
1435-ben Lévai Cseh Péter macsói bán volt Kylivod (Küllőd) birtokosa.
1466-ban Cseh Péter fia László birtokaként említik Belkulut.
1482-ben Kewlwd már erődként szerepel Geszti Mihály birtokában.

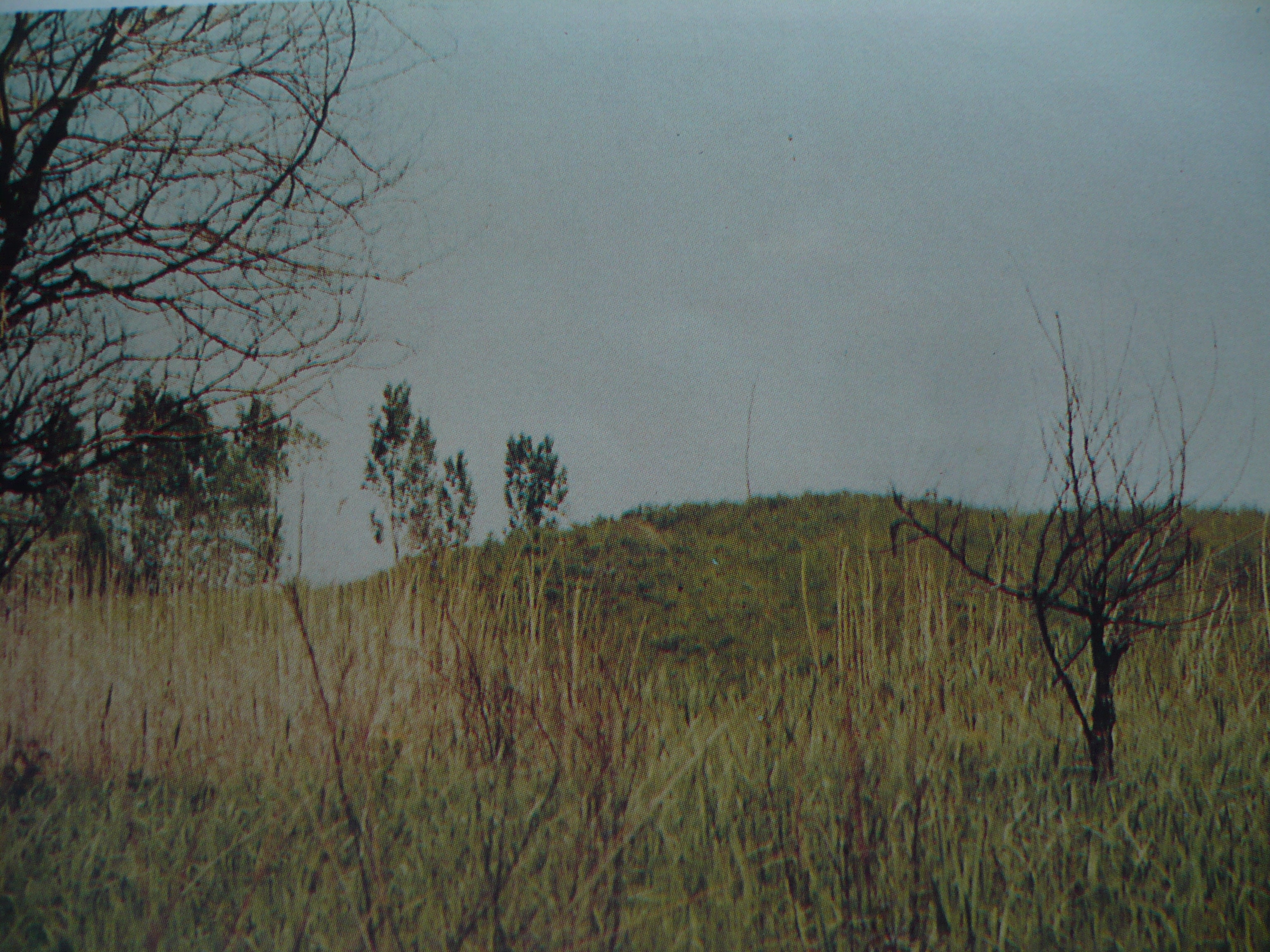
Békavár romjai

1483-ban Geszti Mihálynak Kis Mihály nevű békavári várnagya megtámadta a gyűlésbe menő Bodrog vármegyei alispánt. E két utóbbi adatból kitűnik, hogy Békavár és Kollut (Küllőd) azonosak.
A község határában most is van Békavár nevű dűlő, amelyet a falu mai német lakosai Schlossriegelnek neveznek. E várban volt a ferences rendiek kolostora is, mely 1526-ban elpusztult.
1503-ban Cseh Zsigmond zálogba adja Kis-Kewleud, Nagy-Kewleud nevű birtokait mostohaapjának, Haraszti Ferencnek.
1526-ban Tomori Pál és Török Bálint a Dunán itt kelnek át, hogy csatlakozzanak a királyi sereghez.
1529-ben, amikor a török Mohácshoz közeledett, Szapolyai János Küllődnél kelt át a Duna vizén, és a mohácsi síkon találkozott a török haddal.
1688-ban a császári sereg Szekcsőnél a Dunán átkelve július 6-án Kolutig ért.
A török uralom végére a település lakossága megfogyatkozott, Bács megye 1699 évi összeírásakor csak tizenhat gazdát találtak itt.
A török időkben elnéptelenedett településen a 18. században magyarok, németek és szerbek telepedtek le. A második világháború után, főleg a magyar határhoz közel fekvő település etnikai arányainak megváltoztatása végett 436 fő horvátországi szerbet telepítettek a faluba, elsősorban Lika és Gorski kotar vidékekről. A községet ma főképp ezeknek a családoknak az utódai lakják.

## Békavár
Küllőd határában, a falutól északra a Duna ártéri rétjei találhatók. Itt van a hajdani Békavár község helye, mely az 1768-as térképen még szerepelt, a castrum Bekavár romjairól Csánki Dezső is megemlékezik. Okleveles nyomok szerint a küllődi várral azonos, melyet 1482-ben Geszti Mihály uralt, a várnagya pedig Kis Mihály volt.
A hagyomány szerint ez a vár a dunántúli Kiskőszeg hegyivárral lánccal volt összekötve, hogy a Dunán megállítsák a hajókat.

## Népesség

### Demográfiai változások
| 1948 | 1953 | 1961 | 1971 | 1981 | 1991 | 2002 |
| ---- | ---- | ---- | ---- | ---- | ---- | ---- |
| 2927 | 2877 | 2597 | 2148 | 1886 | 1710 | 1710 |

## Gazdasága
A mezőgazdasági jellegű település területe 4334 ha, amelynek mintegy 67%-a szántó. A falu gazdaságának fontos elemét képezi a kb. 200 ha területű, mesterséges halastó. Ezenkívül működik a faluban egy 1925-ben épült téglagyár is.

## Nevezetességek
- Vadaspark.

## Külső hivatkozások
- Küllőd története Archiválva 2019. december 31-i dátummal a Wayback Machine-ben